# Bolesław Erzepki
Bolesław Erzepki (ur. 5 lipca 1852 w Pawłowicach, zm. 27 marca 1932 w Poznaniu) – polski historyk kultury, profesor tytularny Uniwersytetu Poznańskiego, członek korespondent AU i PAU.

## Życiorys
Był synem Józefa (ogrodnika) i Rozalii ze Szczepańskich. Kształcił się w gimnazjum w Lesznie, następnie studiował slawistykę i historię na Uniwersytecie Wrocławskim (1875–1884). W latach 1877–1885 praktykował jednocześnie w Bibliotece Miejskiej we Wrocławiu; w 1885 obronił doktorat na Uniwersytecie Wrocławskim na podstawie pracy Der Text der Gnesener Predigten kritisch beleuchtet. W tym samym roku przeniósł się do Poznania i został bibliotekarzem oraz konserwatorem zbiorów Biblioteki Poznańskiego Towarzystwa Przyjaciół Nauk. Współpracował z "Dziennikiem Poznańskim". W latach 1919–1920 był dyrektorem Archiwum Państwowego w Poznaniu, a w 1922 został profesorem honorowym Uniwersytetu Poznańskiego; w latach 1917–1918 prowadził wykłady z języka polskiego oraz historii literatury polskiej XV–XIX wieku w Towarzystwie Kursów Naukowych w Warszawie.
W 1904 został członkiem korespondentem AU (późniejsza PAU); brał udział w pracach Komisji Językowej, Komisji do Badań w Zakresie Historii Literatury i Oświaty w Polsce oraz Komisji Antropologicznej AU. Od 1885 był członkiem zwyczajnym Towarzystwa Przyjaciół Nauk (w latach 1893–1914 przewodniczący Wydziału Historyczno-Literackiego, od 1923 członek honorowy), od 1904 członkiem Sekcji Archeologicznej Muzeum Królestwa Czeskiego w Pradze, od 1923 członkiem honorowym Instytutu Zachodnio-Słowiańskiego w Poznaniu. Był także członkiem Towarzystwa Miłośników Miasta Poznania.
W pracy badawczej zajmował się historią literatury polskiego odrodzenia, bibliotekoznawstwem, edytorstwem, filologią słowiańską oraz prahistorią. Przeprowadził analizę tekstu i języka Kazań gnieźnieńskich. Odnalazł i przygotował do wydania wiele utworów pozostających wcześniej w rękopisie, autorstwa Kochanowskiego, Trembeckiego, Zabłockiego i Norwida. Wydał także m.in. Słownik łacińsko-polski Bartłomieja z Bydgoszczy z 1532 (1897–1900, za co otrzymał nagrodę AU im. Lindego), zbiór twórczości Zabłockiego Ody. Pasterki. Satyry. Wiersze rozmaite. Pamflety polityczne wierszem i prozą. Przekłady i naśladowania. Urywki równych komedii (1903), Pisma z lat 1849–51 Juliana Klaczki (1919), Listy T. Lenartowicza do E. Estkowskiego z lat 1850–56 (1922). Skatalogował zbiory Biblioteki i Muzeum Poznańskiego Towarzystwa Przyjaciół Nauk. Prowadził badania na cmentarzysku ciałopalanym w Gorzycach (powiat jarociński), odkrył wielkie cmentarzysko w Grabiu w powiecie pleszewskim.
Ogłosił ponad 70 prac naukowych, m.in.:
- Nowe materyały do archeologicznej mapy Wielkopolski (1879)
- Jana Liciniusa Namysłowskiego "Sententiae". Nieznany druk polski z roku 1588 (1882)
- Wiadomości bibliograficzne o nieznanem kazaniu Piotra Artomiusa w Toruniu wydanem r. 1593 (1884)
- Wacława Potockiego dwa nieznane poemata: "Zgoda" i "Do Żałobnej Korony Polskiej po traktatach tureckich" (1889)
- Krytyka "Krytyki i literatury". Nieznany utwór Juliusza Słowackiego (1891)
- Nieznane zabytki piśmiennictwa polskiego (1899)[1]
- Przyczynki do średniowiecznego słownictwa polskiego (1908)
- Kto jest autorem "Carmen Macaronicum de eligendo vitae genere", Kochanowski czy Klonowicz (1928)[2]

Pochowany na cmentarzu Zasłużonych Wielkopolan w Poznaniu.

## Odznaczenia
- Krzyż Komandorski Orderu Odrodzenia Polski (29 grudnia 1921)[3][4]